# Departamento de Escuintla
Departamento de Escuintla är ett departement i Guatemala. Det ligger i den sydvästra delen av landet, 70 km sydväst om huvudstaden Guatemala City. Antalet invånare är 538 746. Arean är 4 384 kvadratkilometer.
Departamento de Escuintla delas in i:

1. Município de Tiquisate
2. Municipio de Siquinalá
3. Municipio de Sipacate
4. Municipio de San Vicente Pacaya
5. Municipio de Santa Lucía Cotzumalguapa
6. Municipio de San José
7. Municipio de Palín
8. Municipio de Nueva Concepción
9. Municipio de Masagua
10. Municipio de La Gomera
11. Municipio de La Democracia
12. Municipio de Iztapa
13. Municipio de Guanagazapa
14. Municipio de Escuintla

Följande samhällen finns i Departamento de Escuintla:

- Santa Lucía Cotzumalguapa
- Palín
- La Gomera
- Puerto San José
- Nueva Concepción
- San Vicente Pacaya
- Iztapa
- Guanagazapa